# Kaarlo Koskelo
Kaarlo Anton „Kalle” Koskelo (ur. 12 kwietnia 1888 w Kymi (ob. Kotka), zm. 21 grudnia 1953 w Astorii) – zapaśnik reprezentujący Finlandię, uczestnik igrzysk w Sztokholmie w 1912 roku, gdzie zdobył złoto w wadze piórkowej w stylu klasycznym.

## Kariera sportowa
W turnieju olimpijskim doszedł do rundy finałowej nie ponosząc żadnej porażki. Pokonał w niej swojego rodaka Otto Lasanena i Niemca Georga Gerstäckera, zdobywając jeden z trzech złotych medali dla Finlandii w zapasach.